# Dezember 1983
Portal Geschichte | Portal Biografien | Aktuelle Ereignisse | Jahreskalender | Tagesartikel

◄ |
19. Jahrhundert |
20. Jahrhundert
| 21. Jahrhundert

◄ |
1950er |
1960er |
1970er |
1980er
| 1990er | 2000er | 2010er | ►

◄ |
1979 |
1980 |
1981 |
1982 |
1983
| 1984 | 1985 | 1986 | 1987 | ►

◄ |
September 1983 |
Oktober 1983 |
November 1983 |
Dezember 1983 |
Januar 1984 |
Februar 1984 |
März 1984 |
►
Dieser Artikel behandelt aktuelle Nachrichten und Ereignisse im Dezember 1983.

## Tagesgeschehen

### Donnerstag, 1. Dezember 1983
- Europa, Kanada: Das vor circa drei Jahren verabschiedete Haager Übereinkommen über die privatrechtlichen Aspekte internationaler Kindesmitnahme tritt in Kraft. Es ordnet Verfahren an, damit entführte Kinder über nationale Grenzen hinweg in ihr Heimatland zurückgebracht werden. Zunächst gilt es nur in Frankreich, Kanada sowie Portugal und ab Januar 1984 wird es in der Schweiz gelten.[1]
- Stuttgart/Deutschland: Werner Breitschwerdt wird Vorstandsvorsitzender des Kraftfahrzeug-Herstellers Daimler-Benz AG. Sein Vorgänger in dieser Position Gerhard Prinz verstarb im Oktober.[2]

### Sonntag, 4. Dezember 1983
- Bern/Schweiz: In einer Volksabstimmung befürwortet die Mehrheit der Teilnehmer den Bundesbeschluss über die Änderung der Bürgerrechtsregelung, hingegen wird der Bundesbeschluss über leichtere Einbürgerungen abgelehnt. Die geänderte Bürgerrechtsregelung verleiht allen Kindern von Schweizer Staatsbürgerinnen automatisch das Schweizer Bürgerrecht, was bisher nicht galt, wenn der Kindsvater das Schweizer Bürgerrecht nicht besaß.[3]
- Ostafrika, Zentralafrika: Auf einer Linie von der gabunischen Atlantikküste bis zum Horn von Afrika überquert die Zentrallinie einer ringförmigen Sonnenfinsternis den Kontinent. Zuvor konnte mit über 90 % die größte Bedeckung der Sonne durch den Mond  von einem Punkt im Atlantischen Ozean, 300 km südlich von Nigeria, aus beobachtet werden.[4]

### Dienstag, 6. Dezember 1983

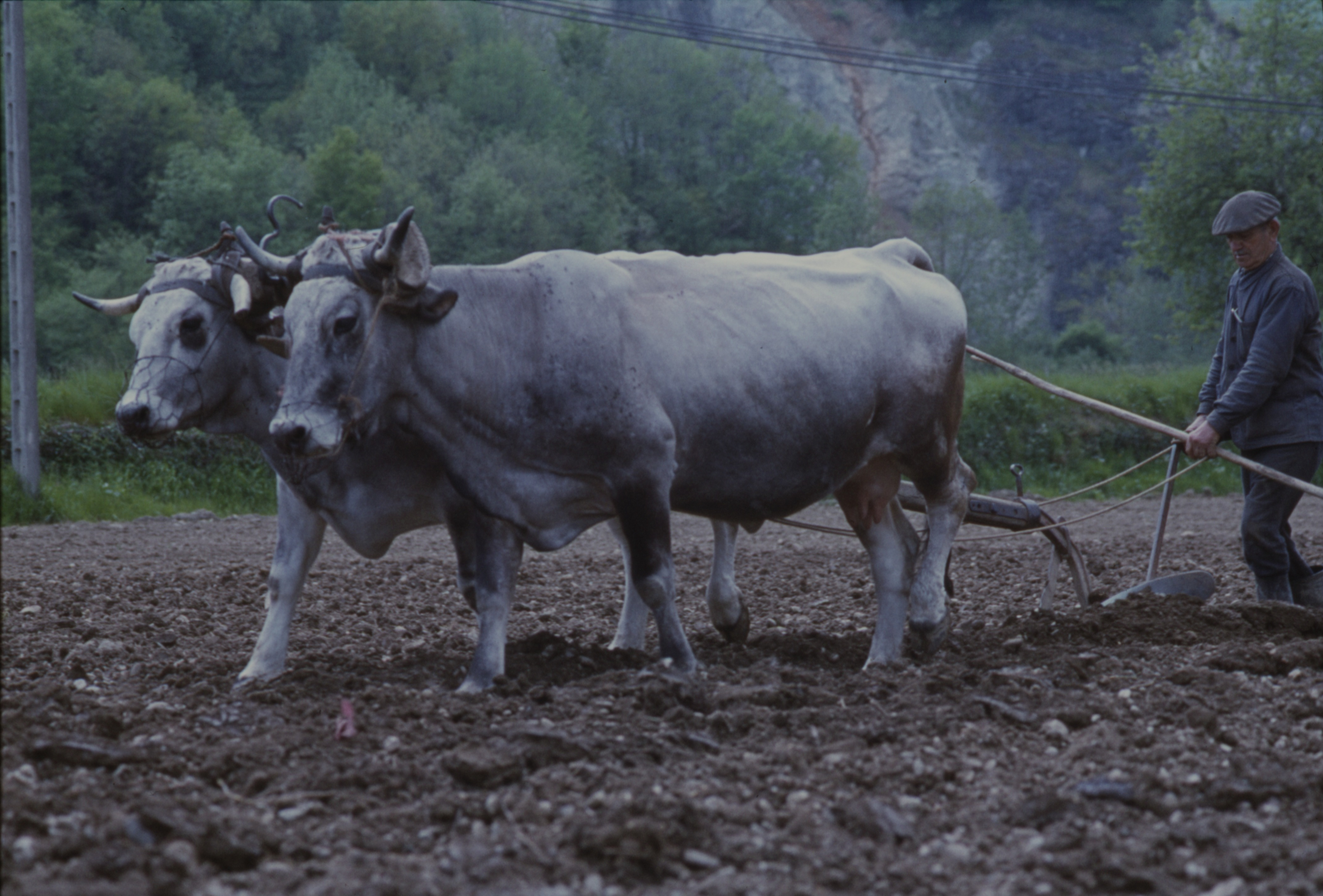
Frankreichs Bauern sind die größten Gegner der EWG-Agrarreform

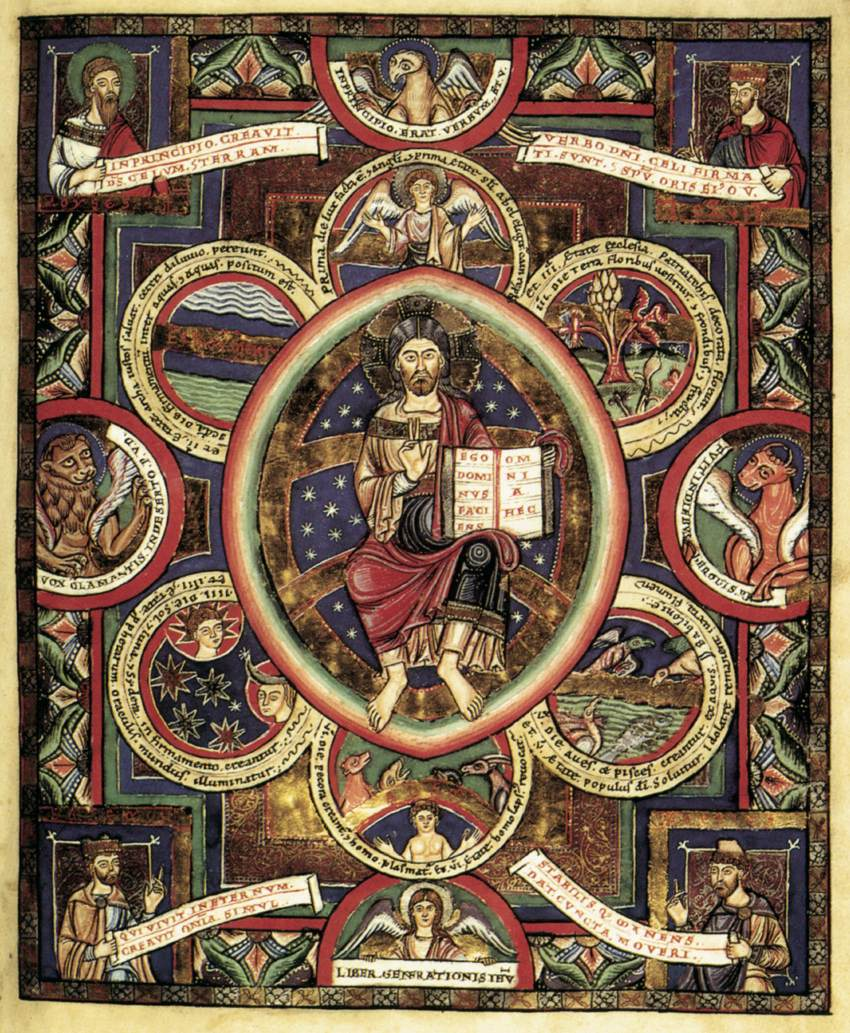
Malerei im Evangeliar Heinrich des Löwen

- Athen/Griechenland: Das Gipfeltreffen des Europäischen Rats endet ohne Einigung auf Änderungen der gemeinsamen Agrarpolitik und ohne Fortschritte bei der Finanzierungsreform der Europäischen Wirtschaftsgemeinschaft. Die Staats- und Regierungschefs verlassen Athen ohne abschließendes Communiqué.[5]
- London/Vereinigtes Königreich: Das Auktionshaus Sotheby’s versteigert das Evangelienbuch Heinrich des Löwen aus dem 12. Jahrhundert für eine Summe von 7,4 Millionen Pfund Sterling an Nicholas Poole-Wilson, der im Auftrag des Freistaats Bayern, der Bundesrepublik Deutschland und anderer Kaufwilliger handelte.[6]

### Freitag, 9. Dezember 1983

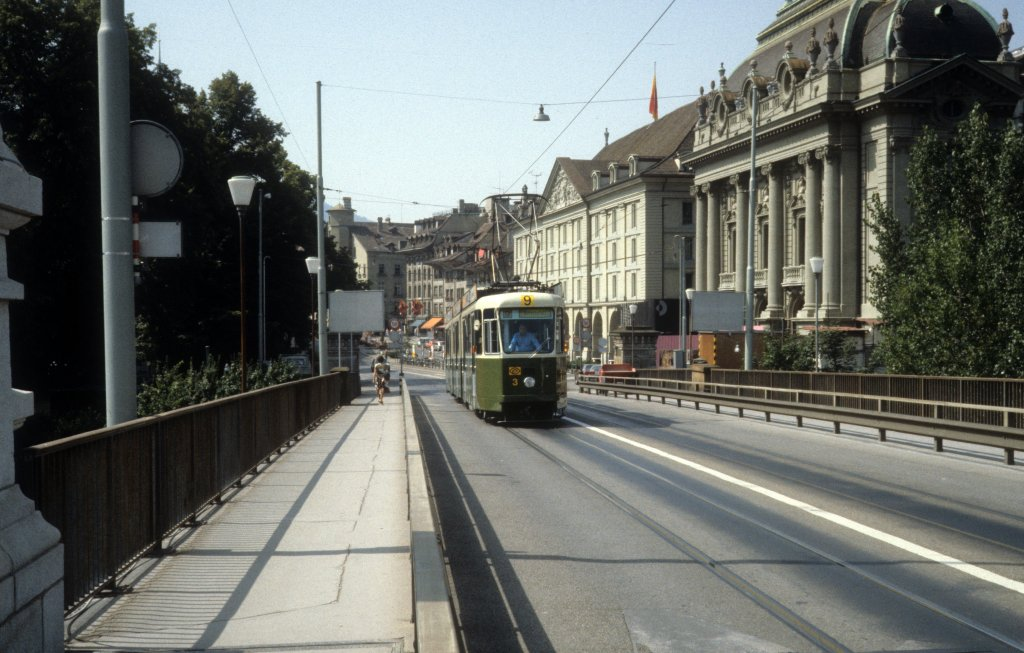
Bern, Schweiz

- Florenz/Italien: Die United Nations Educational, Scientific and Cultural Organization (deutsch Organisation der Vereinten Nationen für Erziehung, Wissenschaft und Kultur, kurz UNESCO) nimmt das Benediktinerinnenkloster St. Johann, die Altstadt von Bern und den Stiftsbezirk in St. Gallen als erste Schweizer Einträge in die Liste der UNESCO-Welterbestätten auf.[7]

### Samstag, 10. Dezember 1983
- Buenos Aires/Argentinien: Der Sieger bei den ersten demokratischen Präsidentschaftswahlen nach dem Ende der Militärdiktatur von 1976 bis 1983 Raúl Alfonsín von der Radikalen Bürgerunion wird als neuer Präsident von Argentinien vereidigt. Er kündigte bereits die Aufarbeitung der Diktatur an.[8]

### Sonntag, 11. Dezember 1983
- Tokio/Japan: Die Grêmio Foot-Ball Porto Alegrense aus Brasilien gewinnt das Spiel um den Fußball-Weltpokal für Vereinsmannschaften mit 2:1 nach Verlängerung gegen den Hamburger SV aus der Bundesrepublik Deutschland.[9]

### Montag, 12. Dezember 1983
- Paris/Frankreich: Der Minister für Auswärtige Angelegenheiten der DDR Oskar Fischer eröffnet das DDR-Kulturzentrum Paris am Boulevard Saint-Germain.[10]

### Dienstag, 13. Dezember 1983
- Ankara/Türkei: Die Große Nationalversammlung wählt Turgut Özal von der Mutterlandspartei zum neuen Ministerpräsidenten. Bereits nach dem Militärputsch 1980 gehörte Özal als stellvertretender Ministerpräsident der türkischen Regierung an.[11]

### Samstag, 17. Dezember 1983
- London/Vereinigtes Königreich: Die Terroristische Vereinigung Provisional IRA bringt vor einem Seiteneingang des Kaufhauses Harrods eine Bombe in einem Pkw in dem Augenblick zur Detonation, in dem sich herbeigerufene Polizisten dem verdächtigen Fahrzeug nähern. Drei Passanten und zwei Polizisten kommen bei dem Attentat ums Leben, ein weiterer Polizist schwebt in Lebensgefahr.[12]

### Dienstag, 20. Dezember 1983

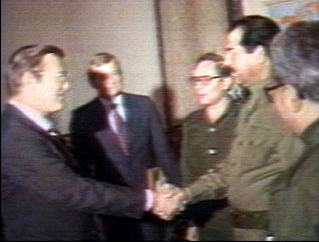
Donald Rumsfeld, Saddam Hussein

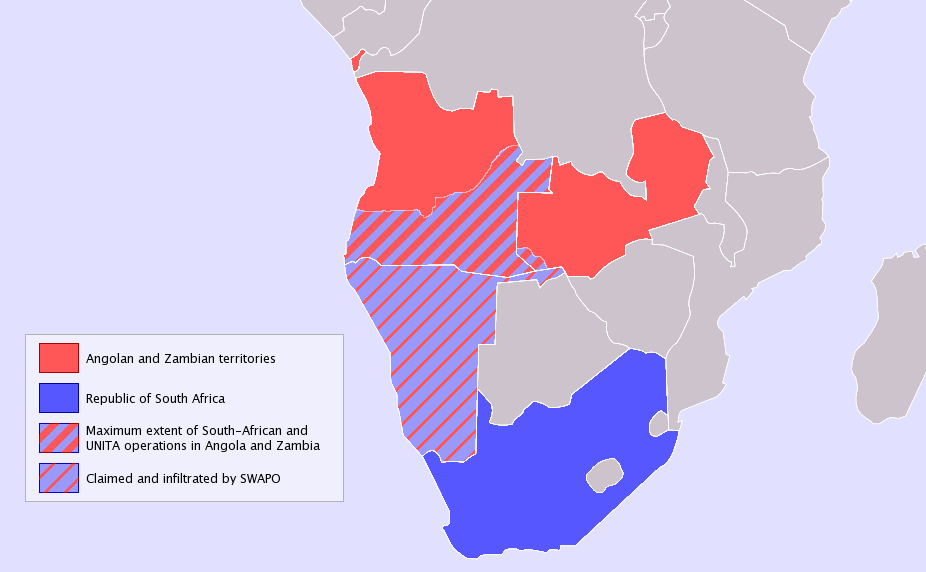
Südliches Afrika, blau schraffiert das Operationsgebiet südafrikanischer Verbände

- Bagdad/Irak: Der amerikanische Sondergesandte Donald Rumsfeld trifft sich mit dem irakischen Diktator Saddam Hussein. Nach offiziellen Angaben möchten die USA den Gastgeber davon abbringen, im Golfkrieg chemische Waffen einzusetzen, wie es der Iran bereits getan hat.[13]
- Karlsruhe/Deutschland: Der Präsident des Bundesverfassungsgerichts Ernst Benda tritt in den Ruhestand. Die Nachfolge übernimmt Wolfgang Zeidler.[14]
- New York/Vereinigte Staaten: Der Sicherheitsrat der Vereinten Nationen verabschiedet seine Resolution 545 zum Grenzkrieg im südlichen Afrika. Darin fordert der Rat die Republik Südafrika auf, die Angriffe auf Angola vom besetzten Südwestafrika aus einzustellen und seine Truppen aus den besetzten Gebieten im südlichen Angola abzuziehen. Die Annahme der Resolution erfolgt ohne Gegenstimme, die Vereinigten Staaten enthalten sich.[15]

### Donnerstag, 22. Dezember 1983
- Gaoual/Guinea: Ein Erdbeben der Stärke 6,2 MS erschüttert mehrere Staaten in Westafrika. Das Epizentrum liegt in der Präfektur Gaoual, in der mindestens 440 Menschen durch das Ereignis ums Leben kommen.[16]

### Samstag, 24. Dezember 1983
- Baden-Baden, Müllheim/Deutschland: Mit amtlich bestätigten 17,8 °C herrschen in den beiden südwestdeutschen Städten Baden-Baden und Müllheim die höchsten Temperaturen an einem Heiligen Abend, seit es in Deutschland Wetteraufzeichnungen gibt.[17]

### Samstag, 31. Dezember 1983
- Bremen/Deutschland: Die Schiffswerft AG Weser im Stadtteil Gröpelingen schließt endgültig ihre Werktore. Seit über einem Jahrzehnt sind die Auftragseingänge der westeuropäischen Werften rückläufig, und die Ölpreiskrise der Jahre 1979 und 1980 brachte einen weiteren Rückgang. Seitdem befand sich die AG Weser in ernsten Schwierigkeiten.[18]
- Lagos/Nigeria: Die Streitkräfte des Landes beseitigen in einem Putsch den 1979 demokratisch gewählten Präsidenten Shehu Shagari von der Nationalen Partei. Die Rolle des Staatsoberhaupts füllt ab heute die militärische Führungsperson Muhammadu Buhari aus. Die Putschisten werfen der Regierung Shagari Korruption und wirtschaftspolitisches Versagen vor.[19]